# Boeing RC-135
Boeing RC-135 Rivet Joint  är ett amerikanskt spaningsflygplan, framtaget och i tjänst för USA:s flygvapen samt tillverkat av Boeing, byggandes på flygplansmodellen Boeing 707.